# Fritidsklub
En fritidsklub er en pasningsordning for børn efter skoletid med pædagoguddannet personale, men det kan også være et arrangement på en bestemt ugedag. Betegnelsen er delvist ensbetydende med fritidshjem, der altid virker dagligt.
Fritidsklubbers drift sker i kommunalt regi, oprindelig i henhold til bistandslovens (1976-98) bestemmelser. Fritidsklubberne har senere fået konkurrence fra skolefritidsordninger, SFO'er, ved de enkelte skoler. 